# Rozhodnutelnost
Rozhodnutelnost je matematický pojem z oblasti matematické logiky. Vyjadřuje, zda existuje konečný algoritmus, který pro každou formuli určí, zda je v dané teorii dokazatelná nebo není. Teorie, pro niž takový algoritmus existuje, se nazývá rozhodnutelná, v opačném případě pak nerozhodnutelná. Problematika rozhodnutelnosti úzce souvisí s Gödelovými větami o neúplnosti.

## Definice

### Rozhodnutelná teorie
Teorie je rozhodnutelná, pokud množina všech formulí v ní dokazatelných je rekurzivní. Není-li teorie rozhodnutelná, nazývá se nerozhodnutelná.

### Silně nerozhodnutelná struktura
Struktura se nazývá silně nerozhodnutelná, je-li nerozhodnutelná každá teorie, která ji má za model.

## Vlastnosti
Rozhodnutelnost či nerozhodnutelnost se přenáší mezi teoriemi, mezi nimiž je určitý vztah. Nejpoužívanější tvrzení, která o tomto hovoří, jsou následující:
- Rozšíření rozhodnutelné teorie o konečně mnoho axiomů v témže jazyce je rozhodnutelné.
- Rozšíření rozhodnutelné teorie o definice je rozhodnutelné.
- Teorie, v níž je interpretovatelná nerozhodnutelná teorie, je také nerozhodnutelná.
- Konzervativní rozšíření nerozhodnutelné teorie je nerozhodnutelné.

O silně nerozhodnutelných strukturách platí:
- Je-li v nějaké struktuře definovatelná silně nerozhodnutelná struktura, pak je tato struktura také silně nerozhodnutelná.

Dále se často používá:
- Rekurzivně axiomatizovatelná nerozhodnutelná teorie je neúplná.

## Příklady

### Důsledky nerozhodnutelnosti Robinsonovy aritmetiky
Robinsonova aritmetika je nerozhodnutelná teorie. Dokonce každé bezesporné rozšíření Robinsonovy aritmetiky je nerozhodnutelné. Tato dvě tvrzení mají mnoho důsledků:
- Protože je Robinsonova aritmetika konečně axiomatizovatelná, je nerozhodnutelná také prázdná teorie v jazyce aritmetiky.
- Peanova aritmetika je nerozhodnutelná a protože je rekurzivně axiomatizovatelná, je neúplná.
- Standardní model aritmetiky (struktura přirozených čísel) je silně nerozhodnutelná struktura.
- Teorie standardního modelu (jejími axiomy jsou všechny formule platné ve standardním modelu) je nerozhodnutelná, protože je však úplná, nemůže být rekurzivně axiomatizovatelná.
- Protože jsou přirozená čísla definovatelná v celých (např. pomocí Lagrangeovy věty o čtyřech čtvercích) a celá v racionálních, jsou struktury celých a racionálních čísel také silně nerozhodnutelné struktury. Odtud dále plyne:
  - Teorie okruhů, komutativních okruhů, oborů integrity, těles, komutativních těles či těles charakteristiky 0, jsou nerozhodnutelné.

### Rozhodnutelné teorie
Následující teorie jsou rozhodnutelné:
- teorie hustých lineárních uspořádání
- teorie abelovských grup
- teorie booleových algeber
- teorie algebraicky uzavřených těles
- Presburgerova aritmetika